# النجاده
النجاده (به لاتین: Al Najada) یک منطقهٔ مسکونی در قطر است که در شهرداری دوحه واقع شده‌است. النجاده ۰٫۰۵ کیلومتر مربع مساحت دارد.